# Ђанпјеро Комби
Ђанпјеро Комби (итал. Gianpiero Combi; Торино, 20. новембар 1902 — Империја, 12. август 1956) је био италијански фудбалски репрезентативни голман.
Почео је у јуниорима Јувентуса, али је због Првог светског рата у првом тиму дебитовао са 20 година. Са Јувентусом је пет пута био првак Италије (1926, 1931—34).
Гол азура (репрезентације Италије) бранио је 47 пута. Примио је само 63 гола. На Светском првенству 1934, када је Италија освојила титулу првака света, бранио је на свих пет утакмица и примио само три гола. Учествовао је и на Олимпијским играма 1928 у Амстердаму где је са репрезентацијом је освојио бронзану медаљу.
Комби је био једна од првих фудбалских звезда Италије. Одушевљавао је храброшћу и спектакуларним падовима у ноге. По завршетку каријере остао је у Јувентусу као стручни саветник.